# Polybia scutellaris
Polybia scutellaris es una especie de avispa (himenópteros). Son avispas eusociales que forman colonias numerosas cuyos nidos de cartón penden en su mayoría de los árboles, pero también lo hacen en rocas así como en los techos de casas y galpones. Producen una miel oscura y algo áspera. La composición química de dicha miel y también de la toxina que inyectan con su aguijón han sido estudiadas. Un aspecto interesante es que su picadura no produce alergia.
El nombre común, camuatí o camoatí se aplica a la avispa y también a sus nidos.